# The Pretenders (film fra 1916)
The Pretenders er en amerikansk stumfilm fra 1916 af George D. Baker og Charles J. Hundt.

## Medvirkende
- Emmy Wehlen som Helen Pettingill.
- Paul Gordon som Hubert Stanwood.
- Charles Eldridge som Silas T. Pettingill.
- Kate Blancke som Maria Pettingill.
- Edwin Holt som Burke.